# 蓬萊務
蓬萊 務（ほうらい つとむ、1946年〈昭和21年〉5月20日 - ）は、日本の政治家。兵庫県小野市長（7期）。

## 来歴
兵庫県加東郡河合村（現・小野市河合中町）に生まれる。小野市立河合小学校、小野市立河合中学校卒業。1965年（昭和40年）3月、兵庫県立小野高等学校卒業。1969年（昭和44年）3月、関西大学経済学部経済学科卒業。同年4月、金井重要工業株式会社に就職。1973年（昭和48年）、分社化でトクセン工業株式会社へ転籍。
1998年（平成10年）12月10日、小野市長の広瀬博司が市内の建設業者から賄賂を受け取っていたとして逮捕される。広瀬の辞職に伴って翌1999年（平成11年）に行われた市長選挙に立候補し初当選した。
2003年（平成15年）から4回連続で無投票当選。
2019年（平成31年）2月3日の市長選には、小野市議の河島信行らに擁立された前加西市長の中川暢三も立候補し、20年ぶりの選挙戦となった。なお、河島信行は椎屋邦隆とともに小野市議会から2度も辞職勧告決議され、賛成多数で可決されるも、決議を無視。一連の騒動をめぐって河島らは蓬萊務と対立していた。蓬萊は中川を破って6期目の当選を果たす（得票数は13,308票。対する中川は3,229票）。2023年（令和5年）2月5日の市長選では、元市議ら2人を破って7選を果たした。
近畿市長会会長、全国市長会副会長などの職に就いたのち、2016年（平成28年）に兵庫県市長会会長に就任している。

## 主な公職
- 全国基地協議会副会長
- 防衛施設周辺整備全国協議会理事
- （公財）兵庫県市町村振興協会理事
- 兵庫県農業共済組合代表監事
- 兵庫県農業信用基金協会監事
- 東播磨南北道路建設促進期成同盟会会長
- 加古川西部土地改良区理事
- 小野加東広域事務組合管理者
- 小野加東加西環境施設事務組合管理者
- 北播磨総合医療センター企業団企業長
- 北播磨こども発達支援センター事務組合わかあゆ園副管理者
- 北播衛生事務組合副管理者
- 北条鉄道株式会社取締役

## 人物
- 中学・高校時代は、陸上競技100m短距離と幅跳びの選手であった[要出典]。
- 長女・長男は独立し、妻と二人暮らし。長女・長男各々4人計8人の孫がいる[要出典]。